# Her Bright Skies
Her Bright Skies — шведська пост-хардкор-група, створена у 2005 році.
Перший диск був випущений в 2007 році і називається Beside Quiet Waters. Також 2007 рік був успішним роком для Her Bright Skies. Поки вони не працювали над новим матеріалом для альбому, вони провели літо, виступаючи на популярних шведських фестивалях, таких як Moshpit Open, Rookie і Augustibuller, за яким слідував вересневий тур по Норвегії, де їх вперше зустріла не шведская сцена.
Вже через рік у 2008 вийшов їхній дебютний повноформатний альбом під назвою А Sacrament; Ill City.
Їх другий повноформатний альбом Causing a Scene був випущений в 2010 році на шведському незалежному лейблі Panic & Action. У тому ж році Her Bright Skies грали на Pier Pressure Festival разом з 30 Seconds To Mars, HIM, Pendulum і Paramore. Потім разом зі шведською поп-панк-групою Kid Down гурт відправляється в турне Panic & Action Tour як хедлайнери. Дають концерти в Німеччині, Норвегії, Австрії та Нідерландах.
У червні 2011 року Her Bright Skies виступає на Siesta Festivalen разом з такими групами, як Asking Alexandria, And You Will Know Us by Trail of the Dead, August Burns Red, Adept, Bullet і багатьма іншими.

## Склад
- Johan «Jaybee» Brolin — Вокал
- Petter «Pete» Nilsson — Гітара
- Niclas «Nicke» Sjöstedt — Гітара
- Joakim «Jolle» Karlsson — Бас, бек-вокал
- Jonas «Mr. X» Gudmundsson — ударні

## Дискографія

### Альбоми
- Her Bright Skies(demo) (2006)
- Beside Quiet Waters (2007)
- A Sacrament; Ill City (2008)
- Causing A Scene (2010)
- DJ Got Us Falling In Love (2012)

### Сингли
| Рік  | Назва                     |
| ---- | ------------------------- |
| 2008 | Burn all the small towns  |
| 2010 | Little Miss Obvious       |
| 2011 | Ghosts Of the Attic       |
| 2011 | DJ Got US Falling in Love |
| 2012 | Lovekills                 |

### Відеокліпи
- 2006: Synapce Year
- 2008: Burn all the Towns
- 2010: Sing It!
- 2010: Little Miss Obvious
- 2011: Ghosts Of the Attic
- 2012: DJ Got Us Falling In Love
- 2012: Lovekills